# Cambridge-Gletscher
Der Cambridge-Gletscher ist ein breiter, flächiger Gletscher im ostantarktischen Viktorialand. Er fließt zwischen er Convoy Range und den Coombs Hills nach Süden zum Mackay-Gletscher, den er zwischen Mount Bergen und dem Gateway-Nunatak erreicht.
Die neuseeländische Nordgruppe der Commonwealth Trans-Antarctic Expedition (1955–1958) nahm 1957 eine geodätische Vermessung des Gletschers vor und benannte ihn nach der University of Cambridge, wo zahlreiche der wissenschaftlichen Berichte über Antarktika entstanden.